# 조선민주주의인민공화국의 개량악기
조선민주주의인민공화국의 개량악기는 조선민주주의인민공화국에서 한국 전통 악기를 새롭개 개량한 악기들이다. 1950년대와 1960년대 김일성, 김정일의 지시로 만들어지기 시작해 지금은 수십 종에 이른다.

## 악기 목록

### 해금속 악기
- 소해금
- 중해금
- 대해금
- 저해금

### 새납속 악기
- 장새납

### 저대속 악기
- 고음저대
- 중음저대
- 소음저대

### 단소속 악기
- 단소
- 고음단소